# Богоявленский сельсовет
Богоявленский сельсовет — муниципальное образование (сельское поселение) в составе Дальнеконстантиновского района Нижегородской области.
Административный центр — село Богоявление.

## История
Статус и границы сельского поселения установлены Законом Нижегородской области от 15 июня 2004 года № 60-З «О наделении муниципальных образований — городов, рабочих посёлков и сельсоветов Нижегородской области статусом городского, сельского поселения».
Законом Нижегородской области от 28 августа 2009 года № 139-З сельские поселения Богоявленский сельсовет и Арманихинский сельсовет объединены в сельское поселение Богоявленский сельсовет.

## Население
| 2002  | 2010  | 2012  | 2013  | 2014  | 2015  | 2016  |
| ----- | ----- | ----- | ----- | ----- | ----- | ----- |
| 1742  | ↘1462 | ↗1485 | ↘1476 | ↘1453 | ↘1426 | ↘1415 |
| 2017  | 2018  | 2019  | 2020  | 2021  |       |       |
| ↗1418 | ↘1411 | ↘1397 | ↘1352 | ↘1255 |       |       |

## Состав сельского поселения
| №  | Населённый пункт | Тип населённого пункта       | Население |
| -- | ---------------- | ---------------------------- | --------- |
| 1  | Александровка    | посёлок                      | ↘1        |
| 2  | Арманиха         | село                         | ↘268      |
| 3  | Белая Поляна     | деревня                      | ↘10       |
| 4  | Богоявление      | село, административный центр | ↘944      |
| 5  | Винный Майдан    | деревня                      | ↘48       |
| 6  | Гремячая Поляна  | село                         | ↘20       |
| 7  | Малая Поляна     | деревня                      | ↘59       |
| 8  | Миянг            | посёлок                      | ↗2        |
| 9  | Сиуха            | село                         | ↘34       |
| 10 | Тепло-Троицкое   | село                         | ↘24       |
| 11 | Хмелёвая Поляна  | деревня                      | ↗52       |